# Corynactis chilensis
Corynactis chilensis är en korallart som beskrevs av Oscar Henrik Carlgren 1941. Corynactis chilensis ingår i släktet Corynactis och familjen Corallimorphidae. Inga underarter finns listade i Catalogue of Life.